# 宜君郡
宜君郡（ぎくん-ぐん）は中国にかつて存在した郡。
正確な設置時期は不明であるが、南北朝時代北魏末に北雍州の下に設置されたと考えられている。隋朝が成立すると582年（開皇3年）に廃止された。

## 下部行政区画
- 宜君県
- 同官県